# Écouvillon (outil)
Pour les articles homonymes, voir Écouvillon et Goupillon.

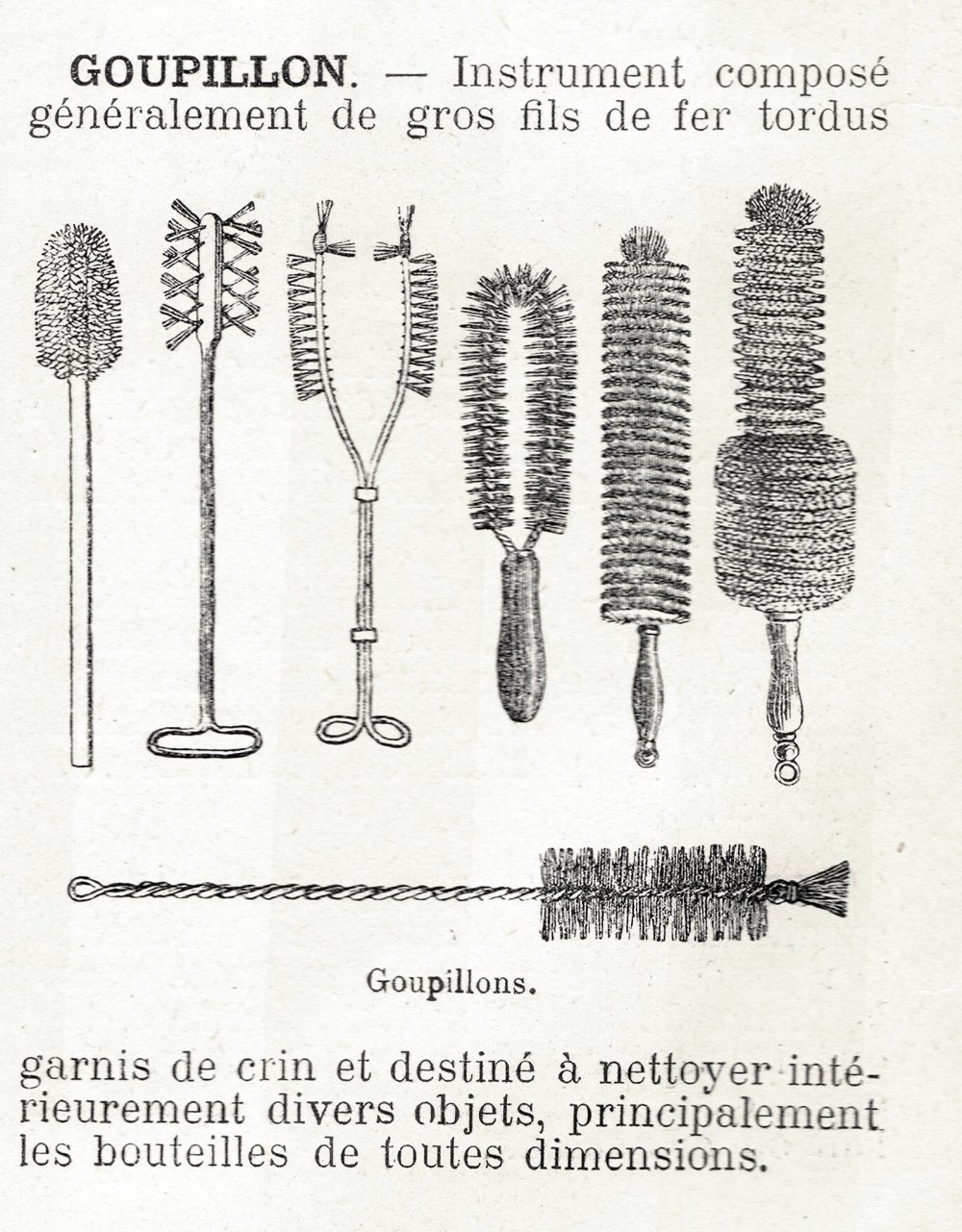
Différents modèles d'écouvillons.

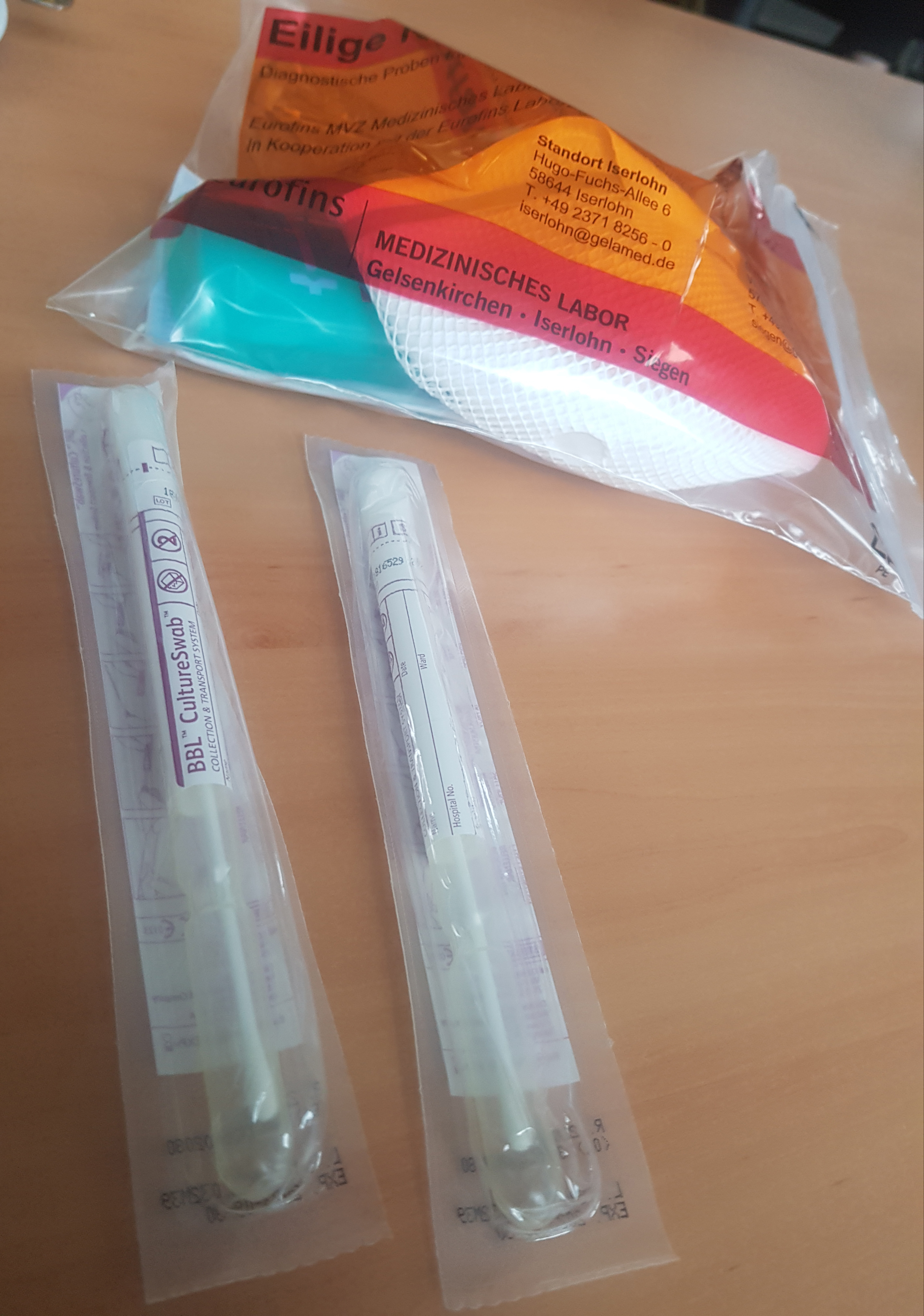
Écouvillons stériles pour prélèvements à fin de recherche du coronavirus SARS-CoV-2 en laboratoire.

Un écouvillon ou goupillon est un type de brosse à manche, à tête souvent cylindrique, qui sert à nettoyer les bouteilles, les pots, le four à pain, etc..

## Domaine militaire
On parle aussi d'écouvillon pour désigner la brosse cylindrique à manche pour nettoyer le canon d'une arme à feu.

## En médecine
Dans le domaine médical ou vétérinaire, le terme désigne une tige dont l'extrémité sert à effectuer des prélèvements dans les cavités naturelles (gorge, nez, urètre, vagin, utérus, etc.), ressemblant à des cotons-tiges de longueurs diverses.
Par exemple, pour l'écouvillonnage nasopharyngé, l'écouvillon est introduit par une narine (le patient ayant la tête légèrement penchée en arrière, les yeux fermés). L'écouvillon est introduit jusqu'à l'arrière gorge, laissé plusieurs secondes en contact avec la muqueuse et tourné plusieurs fois pour bien l'imbiber de mucus.